# Rhomborista monosticta
Rhomborista monosticta är en fjärilsart som beskrevs av Eugen Wehrli 1924. Rhomborista monosticta ingår i släktet Rhomborista och familjen mätare. Inga underarter finns listade.